# Município de Blendon (condado de Franklin, Ohio)
Localização do Ohio nos E.U.A.
O município de Blendon (em inglês: Blendon Township) é um município localizado no condado de Franklin no estado estadounidense de Ohio. No ano 2010 tinha uma população de 9069 habitantes e uma densidade populacional de 515,09 pessoas por km².

## Geografia
O município de Blendon encontra-se localizado nas coordenadas 40° 05′ 41″ N, 82° 54′ 22″ O. Segundo a Departamento do Censo dos Estados Unidos, o município tem uma superfície total de 17.61 km², da qual 15.28 km² correspondem a terra firme e (13.2%) 2.32 km² é água.

## Demografia
Segundo o censo de 2010, tinha 9069 pessoas residindo no município de Blendon. A densidade de população era de 515,09 hab./km².